# Cape Henry 21
Le Cape Henry 21 (CH21) est une classe de voilier de croisière transportable de 6,38 mètres à bouchains de contreplaqué conçu par l'architecte Dudley Dix. Il s'agit d'un dériveur lesté gréé en cotre houari ou marconi. Ce bateau est destiné à la construction amateur, il existe cependant des possibilités d'achat en kit.

## Gréement
Deux types de gréements sont disponibles :
- un gréement cotre houari avec une vergue de grand voile très apiquée et un mât bois aussi long que le bateau ;
- un gréement cotre marconi avec un mât aluminium.

Le génois à recouvrement est gréé sur le bout-dehors sans étai, ce qui permet de rentrer facilement le bout-dehors si le génois n'est pas utilisé. La trinquette est gréée sur l'étai.
Le bout-dehors sert également de chèvre pour gréer facilement le mât en bois.

## Programme de navigation
Ce bateau est prévu pour la croisière côtière ou la promenade à la journée homologué en catégorie C (vent max force 6 et vagues de 2 mètres max). Le Cape Henry 21 peut emmener au maximum quatre personnes.
Son faible tirant d'eau en fait un voilier idéal pour le « rase caillou ».

## Aménagements
Le cockpit peut accueillir quatre personnes. À l'arrière du cockpit est le puits moteur qui sert aussi d'auto videur. La plage avant sert de rangement pour l'ancre.
Dans la cabine : une couchette double à l'avant et deux couchettes de quart en « demi cercueil » à l'arrière. L'extrémité des couchettes de quart se trouve sous les bancs du cockpit. Entre les couchettes, il y a la place pour une petite table à carte d'un côté et pour une kitchenette de l'autre.

## Construction
La construction de ce bateau est accessible à tout bricoleur soigneux. Les plans comprennent des planches détaillées, un manuel décrivant les différentes étapes de la construction et aussi des calques polyester à l'échelle 1 pour tracer les couples, le bordé, l'étrave, le safran et les aménagements intérieurs.
Les couples sont également les cloisons : les aménagements intérieurs sont donc imposés par la structure du bateau.